# Liste des woredas de la région Oromia
Voici la liste des 180 woredas de la région Oromia à la fin des années 2000[à vérifier] en Éthiopie. Cette liste est élaborée grâce au rapport de la CSA, l'agence centrale de statistique d'Éthiopie).
Les woredas actuels sont listés dans les tableaux par zone en bas de page.
- Haut – A
- B
- C
- D
- E
- F
- G
- H
- I
- J
- K
- L
- M
- N
- O
- P
- Q
- R
- S
- T
- U
- V
- W
- X
- Y
- Z

## A
- Abay Chomen
- Abe Dongoro
- Abichuna Gne'a
- Ada'a Chukala
- Adaba
- Adama
- Adami Tullu et Jido Kombolcha
- Adda Berga
- Adolana Wadera
- Agarfa
- Akaki
- Ale
- Alem Gena
- Amaya
- Ambo
- Amigna
- Amuru Jarte
- Anfillo
- Arero
- Arsi Negele
- Aseko
- Ayra Guliso

## B
- Babille
- Bako Tibe
- Becho
- Bedele
- Bedeno
- Begi
- Bekoji
- Berbere
- Berehna Aleltu
- Bila Seyo
- Boji
- Boke
- Bore
- Boset
- Bure

## C
- Cheliya
- Chiro
- Chole
- Chora

## D
- Dale Lalo
- Dano
- Darimu
- Darolebu
- Dawo
- Deder
- Dedo
- Dega
- Dendi
- Dera
- Didessa
- Diga Leka
- Digelu fi Tijo
- Dire
- Doba
- Dodola
- Dodota fi Sire
- Dugda Bora

## E
- Ejerie (Addis Alem)
- Elu

## F
- Fedis
- Fentale

## G
- Gasera fi Gololcha
- Gawo Dale
- Gechi
- Gedeb
- Gegem
- Gelana Abaya
- Gera
- Gerar Jarso
- Gida Kiremu
- Gimbi
- Gimbichu
- Ginde Beret
- Ginir
- Girawa
- Goba
- Gola Odana Meyumuluke
- Gololcha
- Gomma
- Goro, Oromia
- Goro Gutu
- Guba Koricha
- Guduru
- Guradamole
- Gursum
- Guto Wayu

## H
- Habro
- Hagere Mariam
- Haro Maya
- Haru
- Hawa Welele
- Hidabu Abote
- Hitosa

## I
- Ibantu

## J
- Jarso (Hararghe)
- Jarso (Wellega)
- Jeldu
- Jeju
- Jimma Arjo
- Jimma Gidami
- Jimma Horo
- Jimma Rare

## K
- Kembibit
- Kersa (Hararghe)
- Kersa (Jimma)
- Kersana Kondaltiti
- Kofele
- Kokir
- Kokosa
- Kombolcha
- Kuni
- Kurfa Chele
- Kuyu

## L
- Lalo Asabi
- Legehida
- Liben (Misraq Shewa)
- Liben (Guji)
- Limmu
- Limmu Kosa
- Limmu Sakka
- Lome

## M
- Malka Balo
- Mana
- Mana Sibu
- Meda Welabu
- Menna fi Harena Buluk
- Merti
- Mesela
- Meta
- Meta Robi
- Metu
- Mieso, Oromia
- Moyale, Oromia
- Mulona Sululta
- Munesa

## N
- Nejo
- Nensebo
- Nole Kaba
- Nono, Illubabor
- Nono, Shewa
- Nunu Kumba

## O
- Odo Shakiso
- Omo Nada

## R
- Raytu
- Robe

## S
- Sasiga
- Sayo
- Seka Chekorsa
- Seraro
- Seru
- Setema
- Seweyna
- Shashamene
- Sherka
- Sibu Sire
- Sigmo
- Sinana fi Dinsho
- Sokoru
- Sude
- Supena Sodo

## T
- Teltele
- Tena
- Tikur
- Tiro Afeta
- Tiyo
- Tole
- Tulo

## U
- Uraga

## W
- Walisona Goro
- Walmara
- Wama Bonaya
- Wara Jarso
- Wonchi
- Wuchalena Jido

## Y
- Yabelo
- Yaya Gulelena Debre Liban
- Yayu
- Yubdo

## Z
- Ziway Dugda